# Kroon van Holland
In het Traktaat van Parijs van 24 mei 1805 liet Napoleon I niet alleen vastleggen dat het Bataafs Gemenebest het Koninkrijk Holland zou zijn, hij liet met de hem kenmerkende aandacht voor de details ook het wapen en de kroon van de nieuwe koning beschrijven. Een "Koninklijke kroon" moest het wapen dekken. Met een dergelijke kroon zal een beugelkroon zijn bedoeld.
De in 1806 goedgekeurde tekeningen laten een kroon met als hoogste punt een rijksappel met kruis zien. In de praktijk werd steeds een andere kroon (zonder kruis) op munten, afbeeldingen en als verhoging van de kruisen van de Orde van de Unie gebruikt. Het is niet bekend of hier een staatkundige reden voor is aangewend. Mr. O. Schutte oppert in zijn "De Orde van de Unie" dat de onvolledige soevereiniteit van Holland reden geweest kan zijn. Een bron voor deze speculatie ontbreekt.
In de tekening van het 2e Hollandse rijks- en koningswapen zoals dat op 6 februari 1806 werd goedgekeurd ontbreekt het kruis. Er zijn geen aanwijzingen dat ook aan het smeden van een kroon is begonnen.